# Горно Саръкьой
Горно Саръкьой (на гръцки: Άνω Ποταμιά, Ано Потамия, до 1928 година Σαρή Κιόι, Сари кьой) е село в Гърция, Егейска Македония, дем Кукуш, в област Централна Македония.

## География
Селото се намира на 190 m надморска височина, на 5 km югоизточно от град Кукуш.

## История

### В Османската империя
В „Етнография на вилаетите Адрианопол, Монастир и Салоника“, издадена в Константинопол в 1878 година и отразяваща статистиката на населението от 1873 година, Саръкьой (Sarikeui) е посочено като село в каза Аврет хисар с 20 къщи и 70 жители мюсюлмани. Според Васил Кънчов („Македония. Етнография и статистика“) в 1900 година Сари Кьой има 70 жители турци и 30 цигани.

### В Гърция
След Междусъюзническата война Горно Саръкьой попада в Гърция. В 1913 година двете махали Горно и Долно Саръкьой имат общо 236, а в 1920 година 231 жители. Боривое Милоевич пише в 1921 година („Южна Македония“), че Сарикей (Сари-кеј) има 45 къщи турци.
В 1928 година селото е прекръстено на Потамия. В 1928 година Саръкьой е представено като чисто бежанско село със 78 бежански семейства и 290 души. В преброяването от 1928 година двете махали все още са едно село с 354 жители.
Населението традиционно произвежда жито и тютюн.
| Година    | 1913 | 1920 | 1928 | 1940 | 1951 | 1961 | 1971 | 1981 | 1991 | 2001 | 2011 | 2021 |
| --------- | ---- | ---- | ---- | ---- | ---- | ---- | ---- | ---- | ---- | ---- | ---- | ---- |
| Население | 236  | 231  | 354  | 207  | 157  | 136  | 114  | 127  | 84   | 93   | 62   | 36   |